# Petauke
Petauke es una localidad, capital de su distrito, situada en la provincia Oriental, en Zambia. Está situada cerca de la frontera con Mozambique, a unos 400 km de Lusaka, la capital del país. Casi toda la población es de la etnia nsenga y habla la lengua homónima.
En 2010 tenía una población que rondaba los 21.000 habitantes.